# Riksdagen 1867

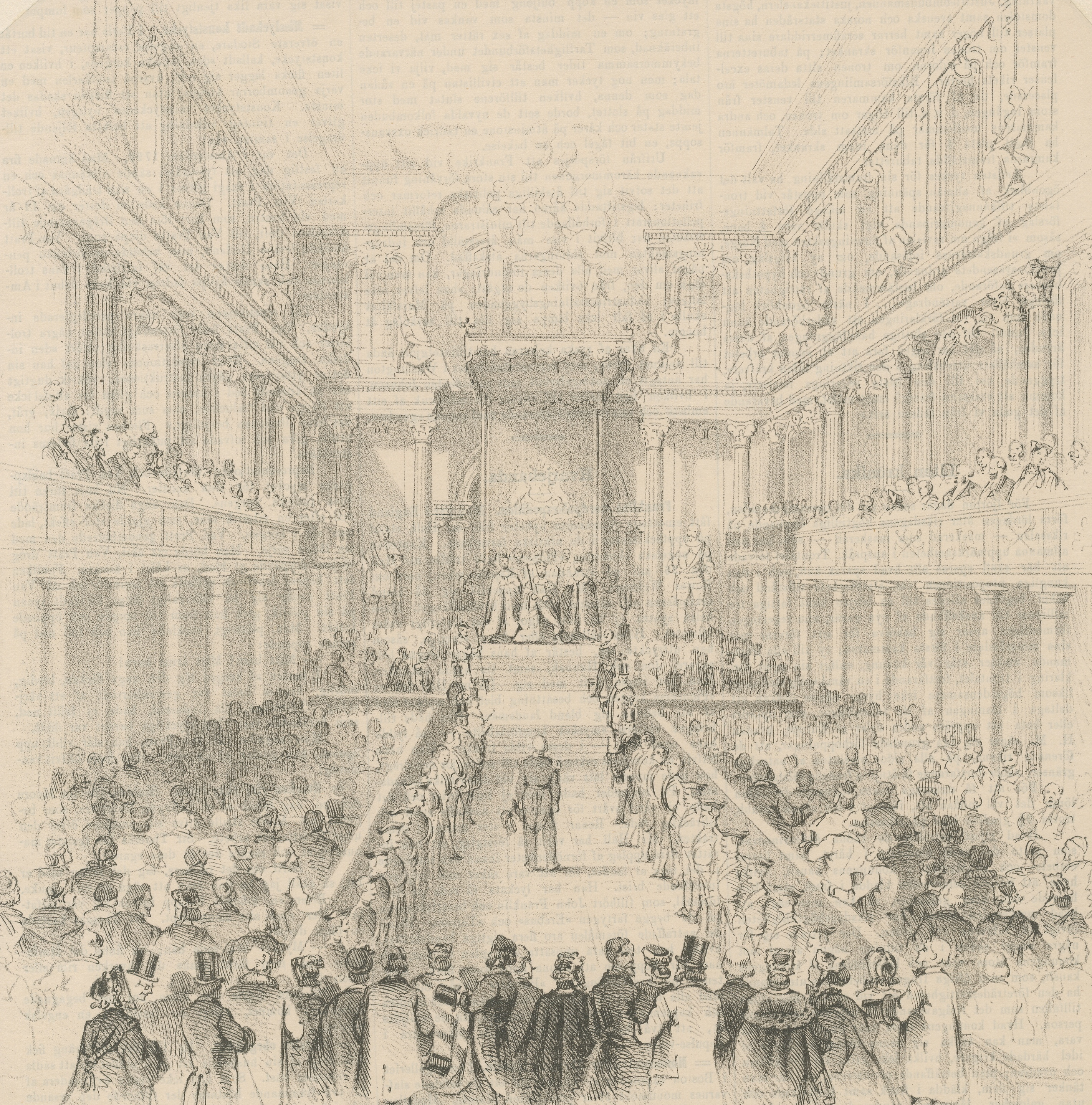
Riksdagen öppnas av Karl XV den 19 januari 1867.

Riksdagen 1867 ägde rum i Stockholm. Det var den första tvåkammarriksdagen, efter att representationsreformen blivit genomförd vid riksdagen 1865–1866.

## Riksdagen
Den nya riksdagen öppnades med Riksdagens högtidliga öppnande den 19 januari 1867 i Rikssalen på Stockholms slott av Karl XV. I sitt trontal sade kungen i inledningen;
| ”                                        | Gode Herrar och Svenske Män! Med gemensam bön om den Allsmäktiges nåd och välsignelse hafva vi invigt det nya tidskifte, hvaruti vårt fosterland inträder med en föryngrad form för sin urgamla frihet. Samma bön stiger ur djupet af Mitt hjerta med den helsning jag gifver Eder, Gode Herrar och Svenske Män, då I nu för första gången ären församlade för att, såsom Svenska folkets ombud, öfvertaga det ansvarsfulla kall, som af Rikets Ständer under århundraden varit fyldt. | „ |
| – Karl XV:s trontal den 19 januari 1867. | |   |

Förhandlingarna var i allmänhet lugnare än under de föregående riksdagarna. Regeringen De Geer d.ä. I hade riksdagens förtroende och nästan alla dess förslag bifölls, även om en allvarlig ekonomisk kris som inträffat under 1866 hade haft en negativ inverkan på statsfinanserna, vilket föranledde besparingar på flera områden, inte minst försvaret.
Som en del i det sistnämnda lades Flottans konstruktionskår och Flottans mekaniska kår ner, och man bildade Kungliga Mariningenjörsstaten för att säkra framtagandet av svenskt krigsmateriel till flottan.
Riksdagen 1867 blev den kortaste sedan statskuppen 1809. Den avslutades den 16 maj 1867 av Karl XV.

### Bilder

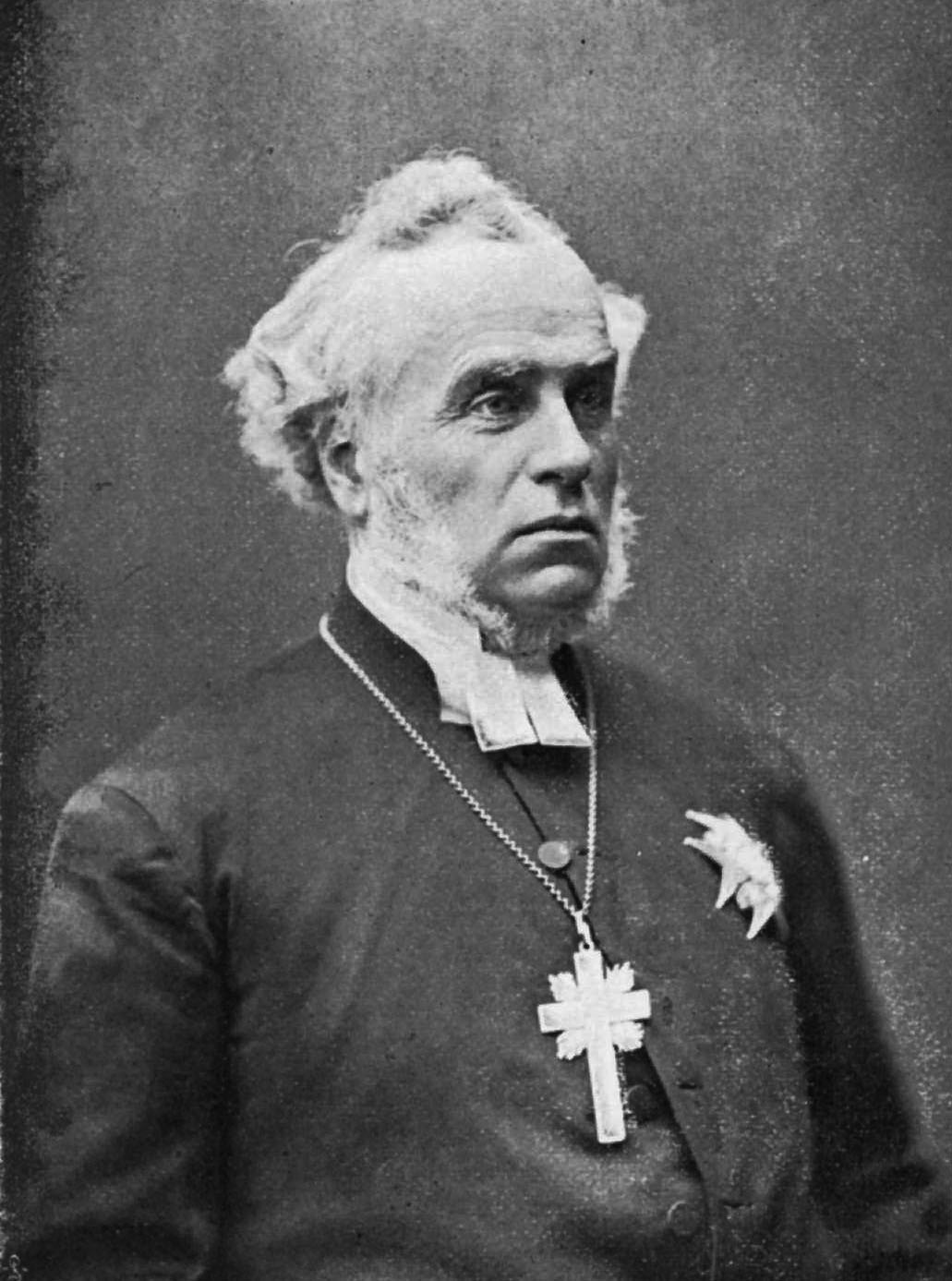
Anton Niklas Sundberg, biskop i Karlstads stift och sedermera ärkebiskop, var talman i andra kammaren under 1867 års riksdag.